# Flight 666
Flight 666 är ett livealbum av det engelska heavy metal-bandet Iron Maiden. Albumet spelades in under Somewhere Back In Time-turnén 2008. 
Det var en retrospektiv turné som baserades på bandets 1980-tal och i särskilt den ursprungliga World Slavery Tour. Turnén följde upp nyutgåvan av bandets klassiska konsertfilm Live After Death på dvd och samlingsalbumet Somewhere Back In Time - The Best Of: 1980-1989. 
Albumet är soundtrack till Banger Films officiella turnédokumentär Flight 666. 
Inspelningarna är tagna från olika konserter i Indien, Australien, Japan, Mexiko, USA, Kanada, Costa Rica, Argentina, Brasilien, Colombia, Chile och Puerto Rico.

## Låtlista

### Cd 1
1. Churchill's Speech (Churchill)
2. Aces High (Harris)
3. 2 Minutes to Midnight (Smith, Dickinson)
4. Revelations (Dickinson)
5. The Trooper (Harris)
6. Wasted Years (Smith)
7. The Number of the Beast (Harris)
8. Can I Play With Madness (Smith, Dickinson, Harris)
9. Rime of the Ancient Mariner (Harris)

### Cd 2
1. Powerslave (Dickinson)
2. Heaven Can Wait (Harris)
3. Run to the Hills (Harris)
4. Fear of the Dark (Harris)
5. Iron Maiden (Harris)
6. Moonchild (Smith, Dickinson)
7. The Clairvoyant (Harris)
8. Hallowed Be Thy Name (Harris)

## Banduppsättning
- Steve Harris - bas
- Bruce Dickinson sång
- Dave Murray - gitarr
- Adrian Smith - gitarr
- Janick Gers - gitarr
- Nicko McBrain - trummor